# SN 2003dj
SN 2003dj – supernowa odkryta 24 marca 2003 roku w galaktyce A131622+1925. W momencie odkrycia miała maksymalną jasność 20,00m.